# Cumbre del Laudo
Pour les articles homonymes, voir Cumbre.
Le Cumbre del Laudo (en français, littéralement « sommet de l'arbitrage ») est un volcan d'Argentine actuellement actif. Il se trouve en province de Catamarca, dans le département d'Antofagasta de la Sierra.

## Géographie
Le volcan se caractérise par un grand cratère de 1 400 mètres de diamètre. Comme beaucoup de volcans situés dans cette zone inhabitée, on ne connaît pas la date de sa dernière éruption, faute de témoins de celle-ci.
C'est un volcan actif situé sur le rebord ouest de la Puna de la province argentine de Catamarca. À très peu de distance vers l'ouest (sept kilomètres) se trouve le sommet du massif volcanique du Sierra Nevada, délimitant la frontière chilienne.
Il se trouve à quelque 15 kilomètres au nord-nord-ouest du volcan El Cóndor, c’est-à-dire à quelque quarante kilomètres au nord-nord-ouest du col frontalier du Paso de San Francisco.